# Bateria de níquel i ferro

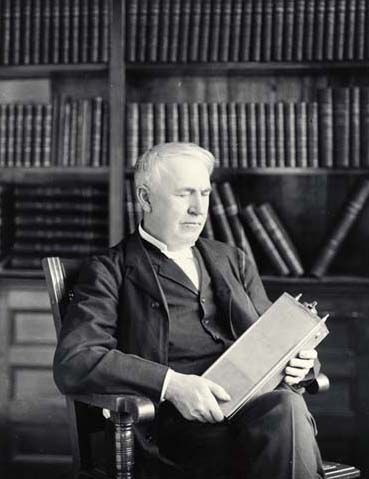
Thomas A. Edison amb la seva bateria de níquel-ferro.

La bateria de ferroníquel, (bateria Ni.Fe), va ser descoberta per Waldemar Jungner l'any 1899 i va ser desenvolupada per Thomas Alva Edison qui la va patentar el 1903. En el disseny original d'Edison el càtode estava compost per fileres de tubs fins formats per làmines enrotllades d'acer niquelat, aquests tubs estan omplerts d'hidròxidode níquel o oxihidròxid de níquel (NiOOH). L'ànode estava compost originalment de caixes primes perforades d'acer niquelat que contenen pols d'òxid ferrós (FeO). L'electròlit és alcalí, una dissolució d'un 20% de potasaa càustica, hidròxid de potassi, (KOH) en aigua destil·lada. Els elèctodes no es dissolen en l'electròlit, les reaccions de càrrega/descàrrega són completament reversibles i la formació de cristalls de ferro preserva els elèctrodes i la bateria no té efecte memòria i té una gran durada. Les reaccions de càrrega i descàrrega són les següents:
- Càtode: 2 NiOOH + 2 H₂O + 2 e– ↔ 2 Ni(OH)₂ + 2 OH–
- Ànode: Fe + 2 OH– ↔ Fe(OH)₂ + 2 e–

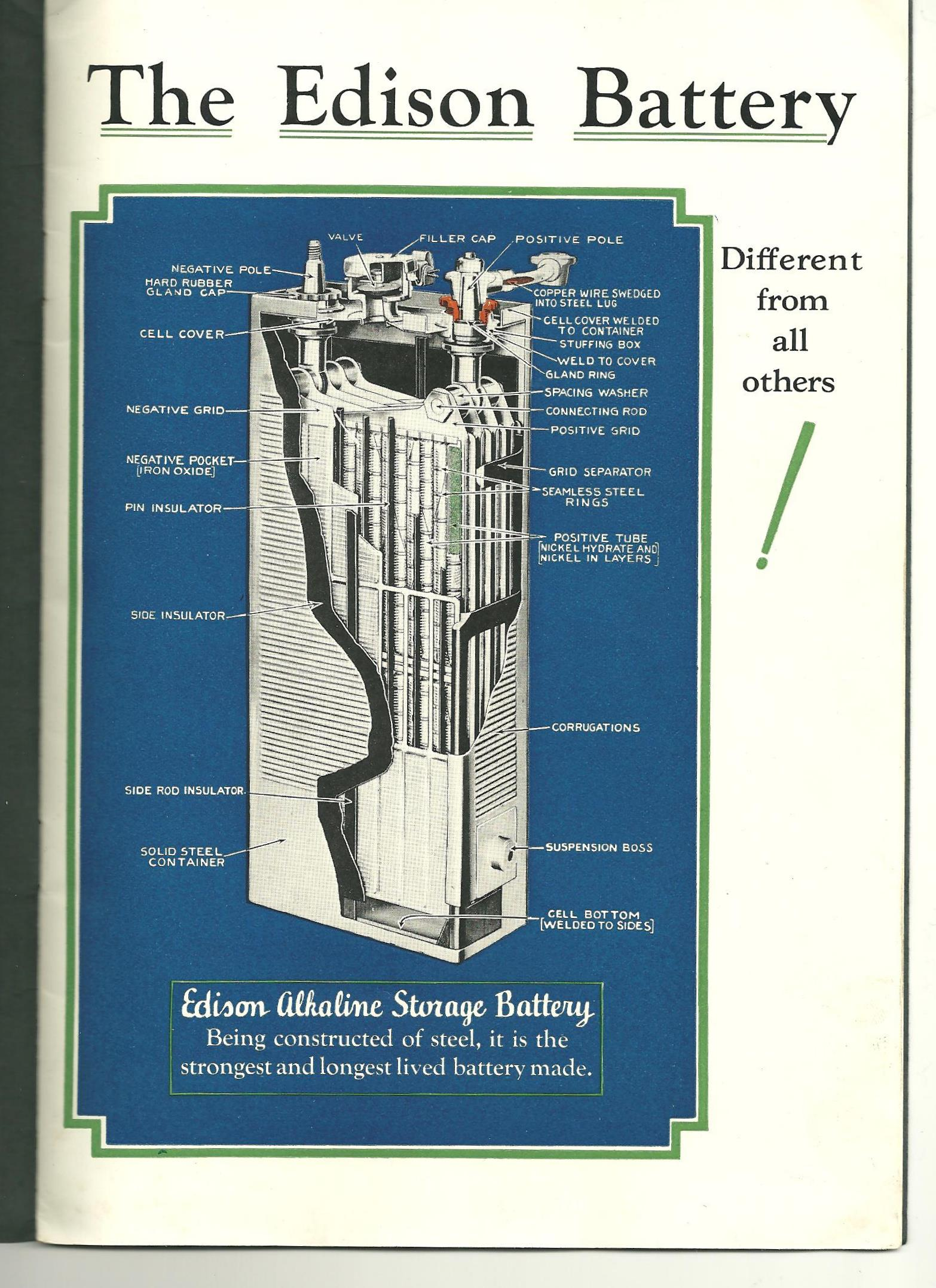
Elements de la cel·la d'una bateria NiFe.

És una bateria molt robusta que tolera la sobrecàrrega, sobredescàrrega i el curtcircuit. però és de fabricació cara i altres tipus de bateries l'han desplaçat. Tanmateix en aplicacions especials el seu ús s'ha incrementat.
Les bateries de níquel ferro s'ha usat molt en la mineria europea per la seva capacitat de suportar vibracions, altes temperatures i altres dificultats físiques. S'examina el seu ús en l'energia solar i eòlica i en vehicles elèctrics especialment en vaixells on el pes de les bateries no és un problema.
El seu impacte en el medi ambient és més favorable que el de les bateries que contenen plom o cadmi.